# Schwedische Heraldik
Die schwedische Heraldik reiht sich in die der nordischen Länder, wie Dänemark, Norwegen und Finnland ein. So führt Schweden, genau wie diese Staaten, in seiner Landesflagge, das einfache Balkenkreuz als gleiche Grundform. Die verschiedenen länderspezifischen Farbgebungen bildet den Unterschied.
Die häufige Verwendung der kontrastierenden Nationalfarben Blau und Gold als heraldische Tinkturen fällt dem Wappenbetrachter sofort auf. Die schwedische Heraldik hat starken Einfluss aus der deutschen, aber auch aus der dänischen Heraldik erfahren. Beigetragen haben der starke Handel und die Zuwanderung deutscher Siedler. Besonders in den bürgerlichen Wappen schlug sich diese Tatsache nieder. Die Wappen sind stark in der Zeit der Spätgotik und der Renaissance geprägt worden. Während der Herrschaft über Finnland bestimmte die schwedische Heraldik wesentlich die finnische Heraldik. Die älteren schwedischen Stadtwappen sind mit Bildmotiven, die von mittelalterlichen Siegeln übernommen wurden, versehen. Hier waren Bilder von stilisierten Bauwerken verbreitet. Aus Siegeln hervorgegangen ist auch das bekannte Drei-Kronen-Wappen, als Tre Kronor bezeichnet. Klassen- und Rangordnung des Adels im 16. Jahrhundert geben den Adelswappen einen eigenen Stil, besonders durch die Vierung des Schildes und der Verwendung des Wappenhelmes. Zusätzliche Helme unterscheiden die neuen Rangstufen.
In der jüngeren Heraldik des kommunalen Wesens haben der Stil der modernen plakativen Formen und Farben Einzug gehalten. Wappenfiguren wie der Elch sind beliebt.